# Тирунелвели (округ)

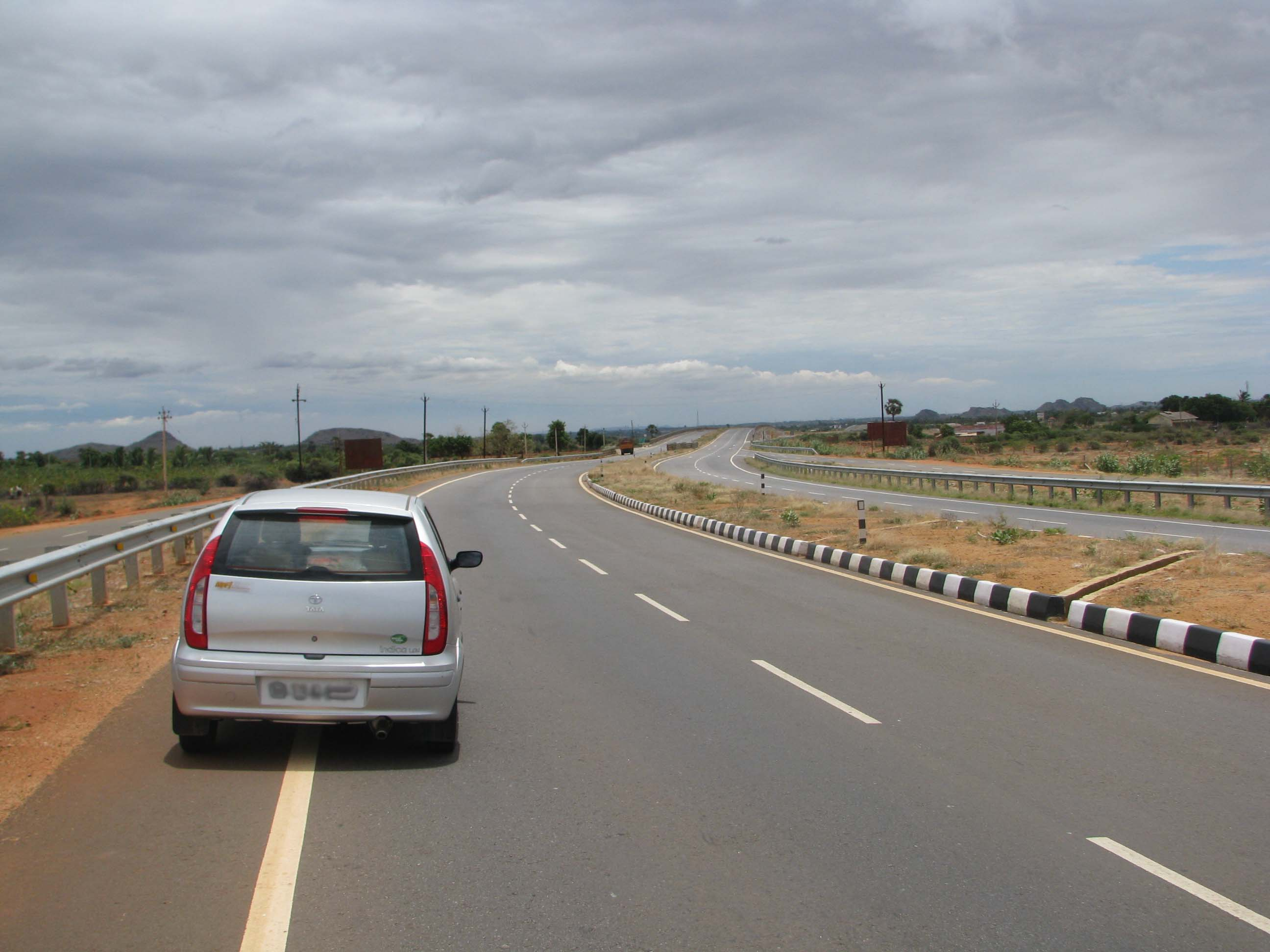
Шоссе NH 7 в Нангунери, Тирунелвели округ

Тирунелвели (англ. Tirunelveli) — округ в индийском штате Тамилнад. Образован 1 сентября 1790 года. Административный центр — город Тирунелвели. Площадь округа — 6191 км². По данным всеиндийской переписи 2001 года население округа составляло 2 723 988 человек. Уровень грамотности взрослого населения составлял 76,1 %, что выше среднеиндийского уровня (59,5 %). Доля городского населения составляла 48 %.
Часть территории округа занимает Тигриный заповедник Калаккад Мундантураи.